# Pieter Muller
Pieter Gysbert Muller (Bloemfontein, 5 maggio 1969) è un ex rugbista a 15 e allenatore di rugby a 15 sudafricano, già tre quarti centro di Sharks e Springbok.

## Biografia
Dopo un breve periodo irlandese al Greystones, Muller iniziò la sua carriera di club in Sudafrica nel 1990 con la selezione del Free State in Currie Cup; il 15 agosto 1992 esordì a Johannesburg negli Springbok, marcando subito una meta al debutto contro la Nuova Zelanda.
Nel 1995 un grave infortunio al collo, che ne compromise anche la carriera, gli impedì di prender parte alla Coppa del Mondo che il Sudafrica disputò in casa e vinse; in quello stesso anno passò al Natal Sharks e nel 1996 fu annesso alla franchise professionistica del club in Super Rugby, gli Sharks.
Nel frattempo ebbe anche un brevissimo stint nel rugby a 13 in Australia, nei Penrith Panthers, esperienza che tuttavia non ebbe alcun seguito.
Tornato in Nazionale nel 1996, prese parte alla Coppa del Mondo di rugby 1999 dove il Sudafrica si classificò terzo: il suo ultimo incontro internazionale fu la finale di consolazione del torneo, vinta a Cardiff contro la Nuova Zelanda, avversaria del suo debutto.
A giugno 2000 firmò un contratto che lo legava ai gallesi del Cardiff Blues, inizialmente per due stagioni poi divenute quattro, al termine delle quali, nel 2004, chiuse con il rugby giocato.
Dopo un'esperienza nelle scuole tecniche di formazione in Galles, Muller divenne allenatore, nel 2005, del club inglese del Doncaster in seconda divisione; tuttavia già a febbraio 2006 il tecnico fu esonerato dal club.
Poco dopo l'esonero si accasò al Viadana, in Italia, incarico che lasciò a fine stagione; nel 2007 si legò per una stagione al Piacenza.
Tornato in Sudafrica nel 2008, oltre all'attività di commentatore sportivo, collabora al reality camp Up & Under, trasmissione televisiva in cui squadre di giovani rugbisti emergenti si sfidano.